# 瓦西拉

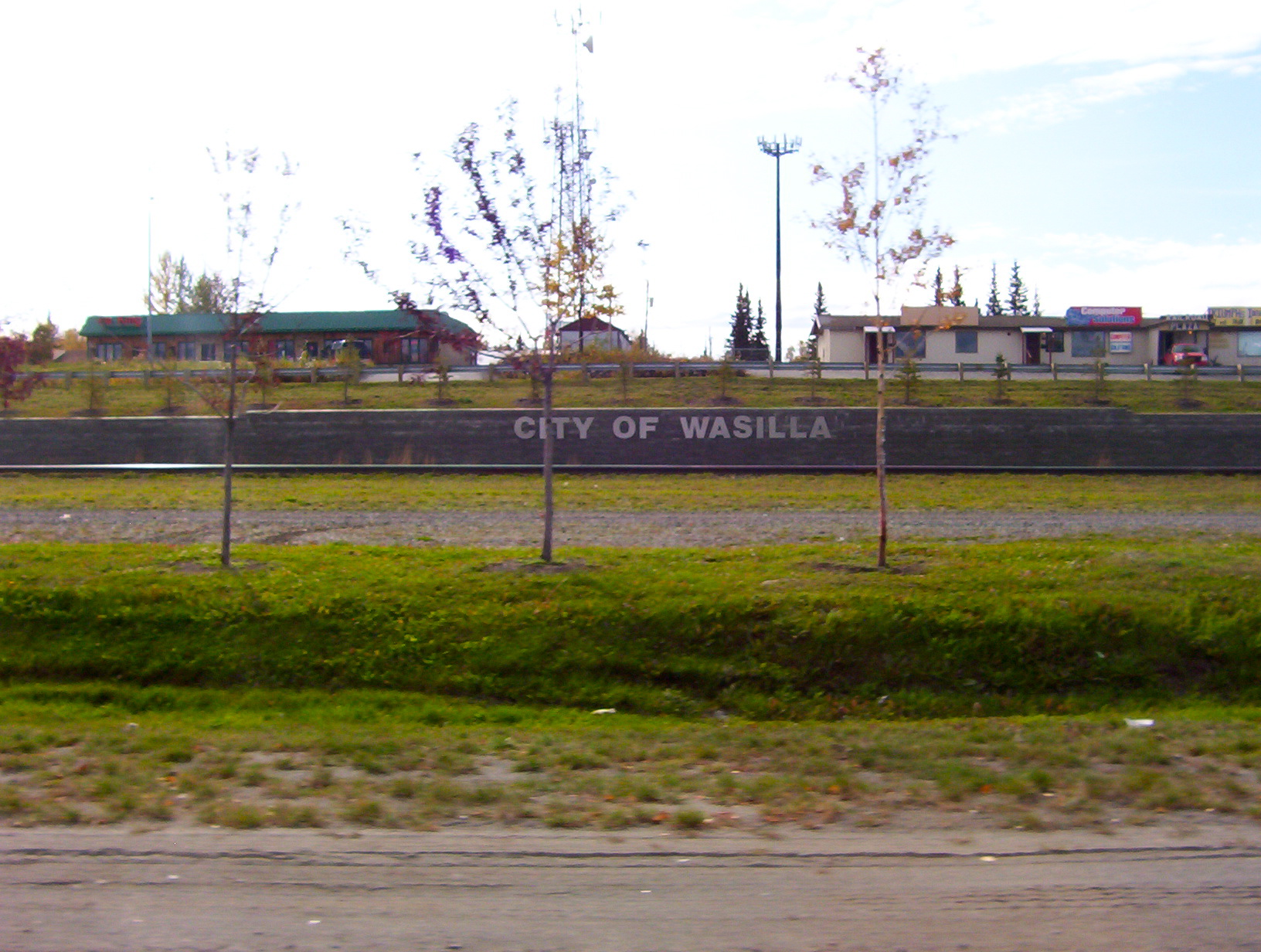
瓦西拉城市风景

瓦西拉（英語：Wasilla），是美国阿拉斯加州南部的一座小城市，邻近安克雷奇，面积32.2平方公里，人口估计约9,780人（2007年）。
2008年美国总统选举中美国共和党副总统候选人莎拉·裴琳曾于1996年至2002年间任瓦西拉市长。